# العلاقات المغربية القطرية
شكلت المملكة المغربية وقطر علاقات دبلوماسية في عام 1972. ويوجد تعاون اقتصادي كبير بين البلدين، حيث تعتبر قطر واحدة من أكبر المستثمرين الأجانب في المغرب، ومن الناحية السياسية، تؤكد قطر دعمها للمغرب بشأن قضية الصحراء.
في عام 2017 خلال الأزمة الدبلوماسية لقطر مع عدد من دول الخليج، قام المغرب بمساعدة قطر عبر إرسال مساعدات عبارة عن مواد غذائية.
- 23 يونيو 2025، تلقى تميم بن حمد آل ثاني أمير دولة قطر، اتصالا هاتفيا ، من الملك محمد السادس ملك المملكة المغربية. [1] [2] [3] وخلال الاتصال أكد العاهل المغربي تضامن بلاده مع دولة قطر وإدانتها الشديدة للهجوم الإيراني على قاعدة العديد الجوية والذي يعتبر انتهاكا صارخا لسيادة دولة قطر ومجالها الجوي، وللقانون الدولي وميثاق الأمم المتحدة.[1] [2] [3] كما شدد الملك محمد السادس على رفضه القاطع لأي اعتداء يهدد أمن وسلامة دولة قطر ويقوض أمن واستقرار المنطقة، داعيا أمير قطر إلى ضبط النفس واللجوء إلى الحلول الدبلوماسية. من جانبه أعرب أمير قطر عن شكره على مشاعره الأخوية الصادقة وتضامنه المقدر مع دولة قطر. [1] [2] [3]

## الزيارات الرسمية
- 12 نوفمبر 2017: حل الملك محمد السادس بالدوحة في زيارة رسمية، وكان في إستقباله بمطار حمد الدولي، أمير قطر الشيخ تميم بن حمد آل ثاني.